# Emeli Sandé
Emeli Sandé, właśc. Adele Emeli Gouraguine z domu Sandé (ur. 10 marca 1987 w Sunderlandzie) – szkocka piosenkarka i autorka tekstów. Zdobywczyni statuetki European Border Breakers Award (2013).

## Życiorys

### Wykształcenie
Studiowała medycynę na Uniwersytecie w Glasgow, gdzie po sześciu latach nauki zdobyła stopień neurologa.

### Kariera muzyczna
Zaczęła interesować się muzyką już jako dziecko, kiedy śpiewała w domu piosenki z repertuaru m.in. Whitney Houston, Céline Dion, Niny Simone, Mariah Carey i Alicii Keys oraz utwory wykorzystane w filmie animowanym Mała syrenka. Jako sześciolatka zapisała się na zajęcia do szkolnego chóru oraz na lekcje nagrywania w szkole podstawowej w Alford, jej nauczycielką była wówczas Morag Simpson. W tym czasie zagrała główną rolę Maryi w szkolnym przedstawieniu Hosanna Rock oraz zaczęła pisać swoje pierwsze utwory. Swoją pierwszą piosenkę napisała w wieku 7–8 lat, zaś jej debiutancką piosenką autorską była kompozycja „Tomorrow Starts Again”, którą napisała w wieku 11 lat na potrzeby szkolnego konkursu talentów. W tym samym wieku zaczęła uczyć się gry na fortepianie i wiolonczeli, wcześniej grała także na klarnecie. Rok później rodzice zapisali ją na lekcje fortepianu w Inverurii, gdzie jej nauczycielem był Ian Milne.

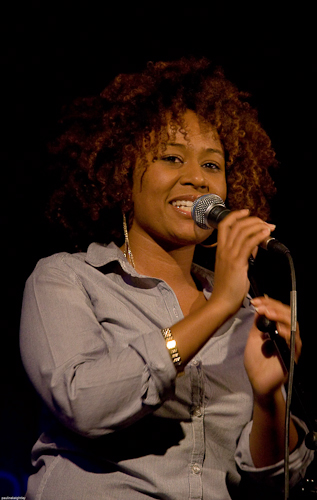
Emeli Sandé w 2007

Jako nastolatka wzięła udział w konkursie talentów w Inverurie. Podczas konkursu zaśpiewała utwory „Cabaret” Lizy Minelli i „Never Forget You” Mariah Carey, jednak nie przeszła do kolejnego etapu. Rok później ponownie wzięła udział w konkursie i zajęła trzecie miejsce po wykonaniu piosenek „I Sing Because I’m Happy/His Eye In on the Sparrow” i „A Woman’s Worth” Alicii Keys. Kilka lat później po raz kolejny wystartowała w konkursie, tym razem jako członkini trio Celeste, który współtworzyła z Nadią Donald i Lorną Routh. Wokalistki zajęły w konkursie pierwsze miejsce dzięki wykonaniu a cappella utworów „Bridge Over Troubled Water” Simon & Garfunkel i „Fields of Gold” Eva Cassidy. Mając 15 lat, wzięła udział w konkursie Rapology organizowanym przez radio Choice FM, który ostatecznie wygrała, dzięki czemu wygrała możliwość podpisania kontraktu płytowego z wytwórnią muzyczną Telstar Records. Z powodu nauki na studiach zrezygnowała jednak z podpisania umowy. W tym samym czasie przyjęła zaproszenie do programu telewizji MTV Camden, prowadzonego przez Richarda Blackwooda, w którym zaśpiewała w stylu gospel. W wieku 16–17 lat napisała swoją debiutancką piosenkę o miłości, w tym czasie poznała także swojego menedżera Adriana Sykesa.
W 2005 nawiązała współpracę z nowo założoną wytwórnią muzyczną Urban Scot, którą założyli David Craig, Mel Awasi i Laura McCrum. Piosenkarka grała na koncertach organizowanych przez wytwórnię. W 2007 wystąpiła gościnnie w audycji o nazwie Blackstreet Laury McCrum w BBC Radio Scotland, a także zaśpiewała na ceremonii organizowanej przez Pan African Arts Scotland z okazji rocznicy zniesienia ustawi u niewoli. Nagranie z koncertu zostało wydano w formie DVD w zaledwie 200 egzemplarzach, które zostały rozesłane uczestnikom wydarzenia.
W listopadzie 2008 wystąpiła podczas gali Independent Music Show, który był organizowany w Bullet Bar w Londynie. W tym samym roku siostra Sandé zrealizowała nagranie, na którym Emeli grała na fortepianie i śpiewała jedną ze swoich ulubionych piosenek, „Nasty Little Lady”. Klip wysłała później na konkurs muzyczny organizowany przez Trevora Nelsona z kanału BBC Urban. Sandé ostatecznie wygrała konkurs, w którym otrzymała możliwość podpisania kontraktu płytowego. Jej menedżment odrzucił jednak propozycję. Piosenkarka zaczęła jednak promocję w Szkocji. W tym czasie wydała swoją pierwszą płytę zatytułowaną Have You Heard? wydaną przez Souljawn Records, którą sprzedawała podczas koncertów. Na płycie znalazło się osiem utworów, w tym m.in. „Patchwork”, „Dirty Jeans” i „Woman’s Touch”. Później ukazała się druga wersja płyty, która zawierała jedynie cztery utwory. Rodzice piosenkarki także zaangażowali się w działania promocyjne córki i wysłali płytę z jej piosenkami do BBC Radio 1Xtra. Jeden z dziennikarzy radia, Ras Kwame, zagrał jej utwór podczas audycji Homegrown Sessions. Dzięki temu Sandé, razem z czterema innymi piosenkarzami, otrzymała propozycję zagrania koncertu w Soho. Wtedy poznała producenta Shahida „Naughty’ego Boya” Khana, z którym zaczęła współpracę jako autorka piosenek dla takich wykonawców, jak m.in. Jamelia, Alesha Dixon, Chipmunk, Professor Green, Devlin, Preeya Kalidas, Cheryl Cole czy Tinie Tempah. Sama Sandé tworzyła w tym czasie duet muzyczny z klawiszowcem Lornem Cowiesonem o nazwie Adele Sandé & Lorne Cowieson.

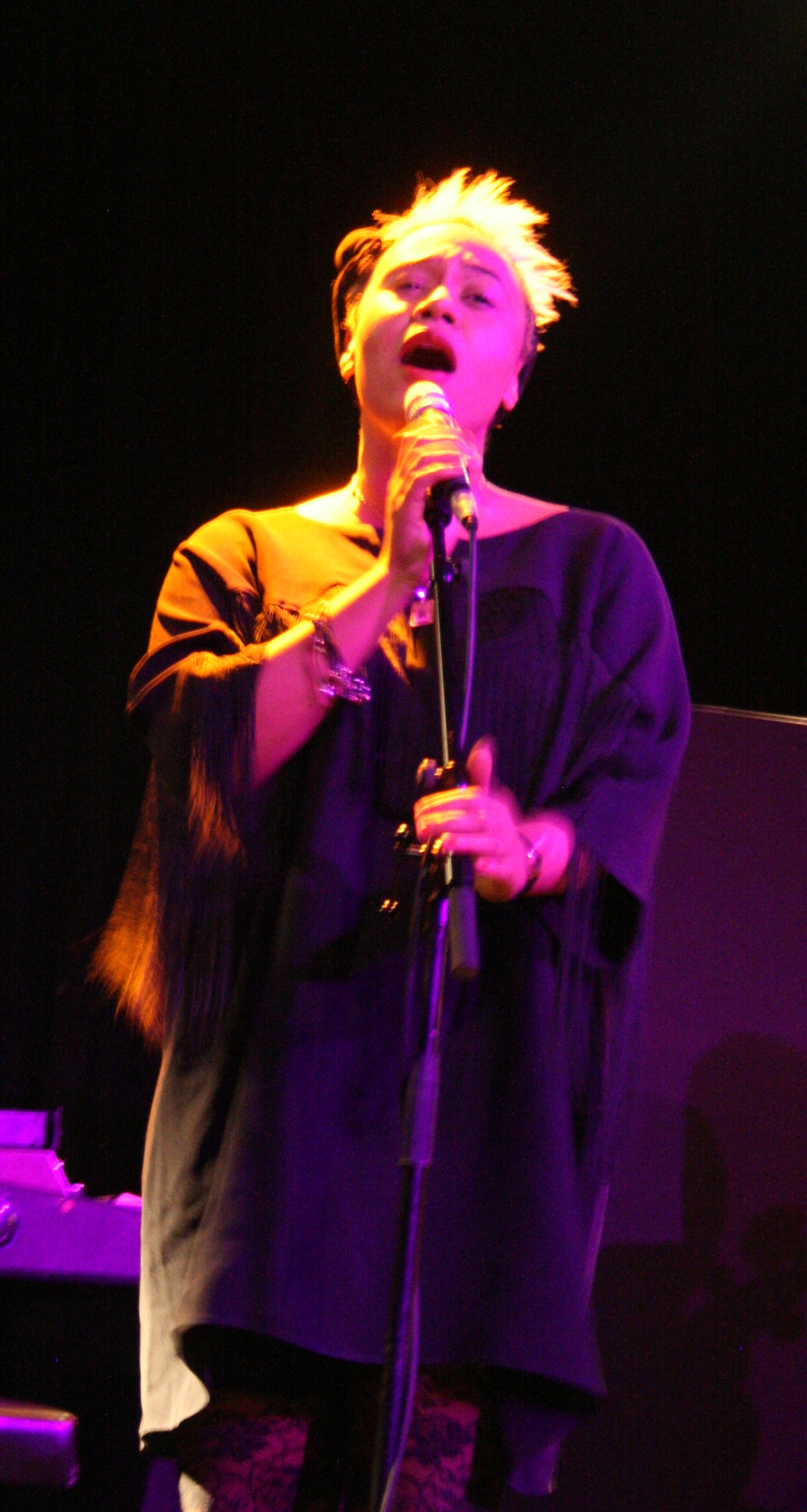
Emeli Sandé podczas koncertu, kwiecień 2011

W 2009 zadebiutowała na rynku muzycznym, zostając chórzystką brytyjskiego rapera Chipmunka w utworze „Diamond Rings”, który napisała dla niego podczas nauki na studiach. Numer zadebiutował na szóstym miejscu krajowej listy przebojów. Również w 2009 wzięła udział w przesłuchaniach do wytwórni muzycznej Future Music założonej przez Gary’ego Barlowa. Zaśpiewała tam utwór „Clown”, jednak nie przeszła eliminacji. W 2010 wystąpiła gościnnie w singlu „Never Be Your Woman” Wileya, a także podpisała kontrakt muzyczny z wytwórnią Virgin Records. Na początku 2011 nawiązała współpracę z EMI Records, a także zdecydowała się na używanie drugiego imienia (Emeli) jako pseudonimu artystycznego, co było spowodowane rosnącą popularnością brytyjskiej piosenkarki Adele. W czerwcu 2011 zagrała jako support przed koncertem Alicii Keys w Royal Albert Hall. W lipcu wystąpiła na festiwalu RockNess organizowanym niedaleko miasta Inverness. Miesiąc wcześniej zakończyła nagrywanie materiału na debiutancką płytę studyjną. W sierpniu wydała swój pierwszy solowy singiel, „Heaven”, który zapowiadał jej debiutancką płytę studyjną. Utwór zadebiutował na drugim miejscu krajowej listy przebojów. Drugim singlem z albumu został numer „Daddy”, który piosenkarka nagrała z gościnnym udziałem Naughty’ego Boya. W październiku ukazał się kolejny utwór z płyty artystki – „Read All About It”, który nagrała w duecie z Professorem Greenem. Piosenka zadebiutowała na pierwszym miejscu brytyjskiej listy przebojów, zostając tym samym pierwszym singlem w dorobku artystki, który znalazł się na szczycie notowań w kraju. Pod koniec listopada Sandé wystąpiła podczas koncertu BRMB Live 2011 organizowanego przez Free Radio Birmingham. W grudniu otrzymała statuetkę podczas ceremonii wręczenia nagród BRIT Award w kategorii „Wybór krytyków”.

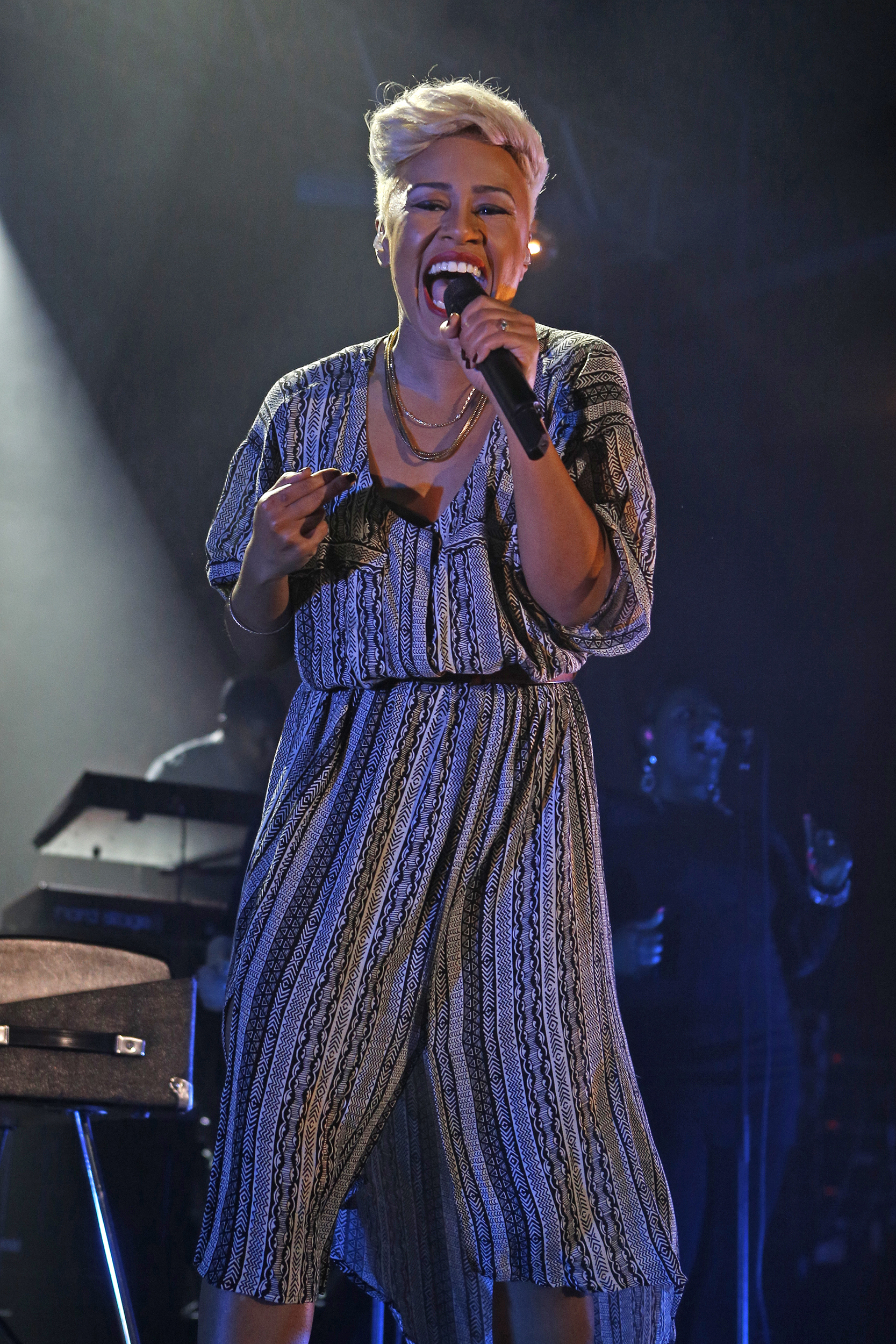
Sandé podczas koncertu w Stadthalle Offenbach w Niemczech, 2013

W lutym 2012 wydała debiutancki album zatytułowany Our Version of Events, z którym trafiła na pierwsze miejsce brytyjskiej listy najczęściej kupowanych płyt, gdzie pozostał przez kolejne sześć tygodni, osiągając wynik ponad 2 mln sprzedanych egzemplarzy. Płyta stała się tym samym najlepiej sprzedającym się albumem w Wielkiej Brytanii w tym roku. W tym samym miesiącu premierę miał kolejny singiel promujący płytę – „Next to Me”, który zadebiutował na drugim miejscu krajowej listy przebojów.
27 lipca wystąpiła podczas ceremonii otwarcia XXX Letnich Igrzysk Olimpijskich rozgrywających się w Londynie. Zaśpiewała wówczas utwory „Abide with Me” i „Heaven”. Jej inna piosenka, „Wonder” została wykorzystana jako motyw muzyczny podczas napisów końcowych transmisji. 12 sierpnia piosenkarka zaśpiewała podczas ceremonii zamknięcia igrzysk, w trakcie której zaprezentowała swój nowy singiel „Beneath Your Beautiful” nagrany wspólnie z Labyrinthem.
W 2013 odebrała European Border Breakers Award, statuetkę wręczaną artystom, których debiutanckie płyty osiągnęły sukces komercyjny poza ich własnym krajem. W 2013 wydała pierwsze dwupłytowe wydawnictwo koncertowe, zatytułowane Live at the Royal Albert Hall, na którym znalazł się zapis audiowizualny jej koncertu w brytyjskiej Royal Albert Hall. W czerwcu zaczęła pracę nad swoją drugą płytą studyjną, której premiera zaplanowana jest na 2016 rok. Na krążku znajdzie się m.in. utwór „Pluto” nagrany z Naughty Boyem, a także piosenki „Enough”, „Call Me What You Like”, „You and Me” i „This Much Is True”, który został napisany dla jej byłego męża. Album ukaże się pod szyldem wytwórni Roc Nation założonej przez rapera Jaya-Z.
W listopadzie 2014 dołączyła do charytatywnego zespołu Band Aid 30, z którym nagrała nową wersję singla „Do They Know It’s Christmas?”. W czerwcu 2015 opublikowała utwór „Don’t Fight the Bullet”. We wrześniu 2016 wydała singiel „Hurts”. Utwory zapowiadały drugą płytę studyjną piosenkarki pt. Long Live the Angels, która ukazała się w listopadzie 2016.

## Muzyka

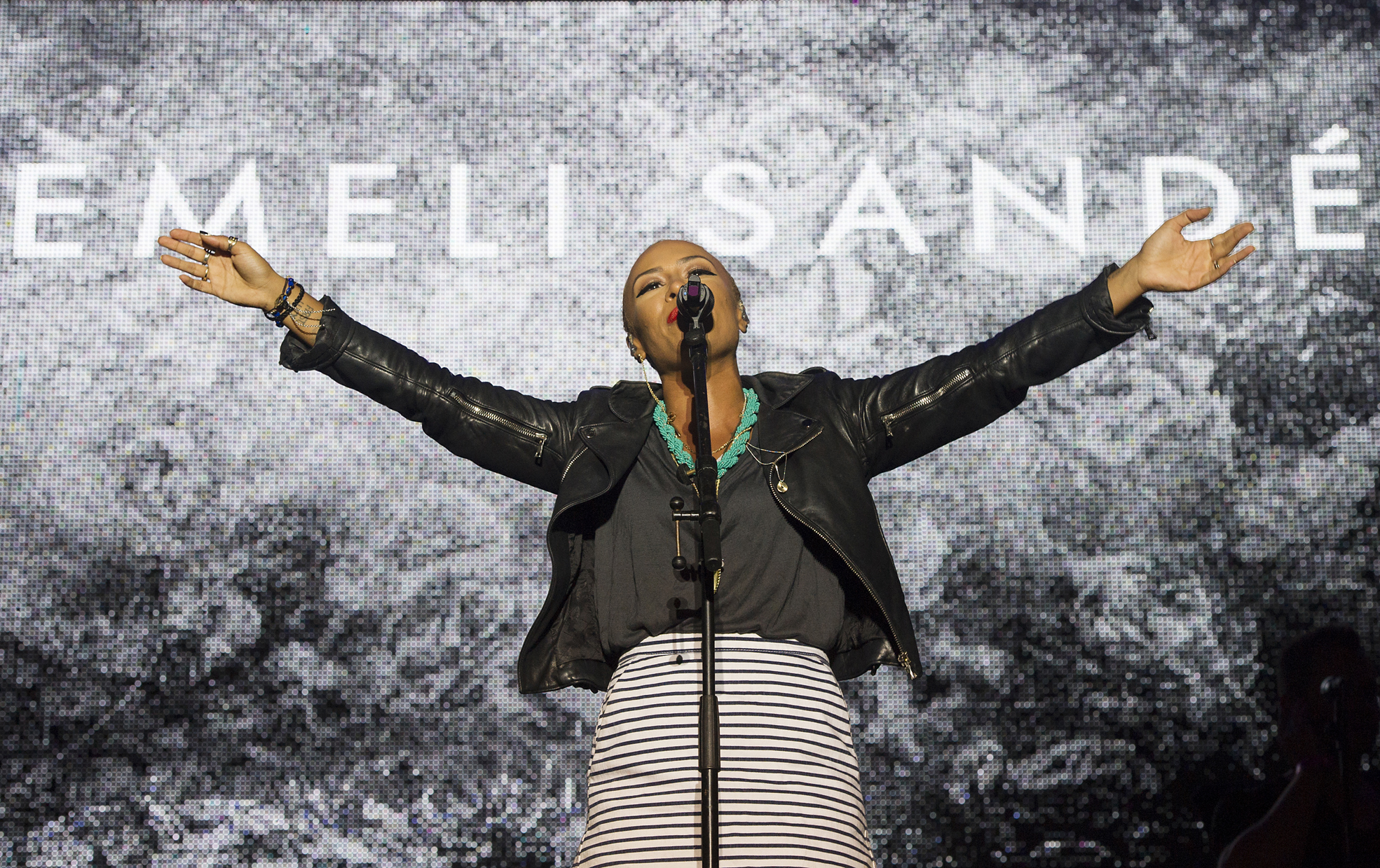
Sandé podczas występu na Festiwalu Piosenki na Gibraltarze, 2013

Artystka pisała teksty piosenek dla wielu znanych wykonawców, takim jak m.in. Chipmunk („Diamond Rings”), Wiley („Never Be Your Woman”), Susan Boyle („This Will Be the Year”), Professor Green („Kids That Love to Dance”), Tinchy Stryder („Let It Rain”), Leona Lewis („Trouble”), Alesha Dixon („Radio”), Cheryl Cole („Boys”), Tinie Tempah („Let Go”), Pixie Lott i The Saturdays.
Simon Cowell nazwał Emeli Sandé „swoją ulubioną obecnie autorką tekstów”. Amerykański Jay-Z przyznał w jednym z wywiadów, że chciałby, żeby ta nagrała duet razem z Beyoncé Knowles, będącą prywatnie jego żoną.

## Wizerunek

### Tatuaże
Na jednym ramieniu Sandé ma wytatuowany tytuł noweli Virginii Woolf – A Room of One’s Own, natomiast na drugim – portret Fridy Kahlo, swojej idolki. Drugi tatuaż zrobiła sobie po ukończeniu nauki na studiach.

## Życie prywatne
Jest najstarszą córką Zambijczyka Joela Sandé i Angielki Diane Sandé-Wood, którzy poznali się podczas studiów na uniwersytecie. Mając rok, Emeli wyjechała z rodzicami do Zambii, gdzie jej ojciec ukończył kurs inżynierii mechanicznej. Podczas pobytu w kraju jej matka, będąc w drugiej ciąży, zachorowała na malarię, przez co wróciła do Kumbrii, gdzie w 1989 urodziła córkę, Lucy. Gdy Emeli miała cztery lata, przeniosła się z rodzicami do Alford.
W styczniu 2012 ogłosiła zaręczyny z czarnogórskim biologiem morskim Adamem Gouraguinem, z którym spotykała się przez siedem lat. Para zaczęła się spotykać, kiedy wokalistka miała 17 lat i, jak przyznała, był to jej jedyny chłopak w życiu. Pobrali się 15 września 2012 w Czarnogórze. Wokalistka zmieniła wówczas nazwisko na Emeli Sandé Gouraguine, postanowiła jednak nadal występować pod swoim panieńskim nazwiskiem. W listopadzie 2014, po roku małżeństwa, para zdecydowała się na rozwód, co tłumaczyli „dystansem i napiętym grafikiem zawodowym piosenkarki”.

## Dyskografia

### Albumy studyjne
| Rok                                                     | Dane dotyczące albumu                                                                                      | Pozycje na listach przebojów | Pozycje na listach przebojów | Pozycje na listach przebojów | Pozycje na listach przebojów | Pozycje na listach przebojów | Pozycje na listach przebojów | Pozycje na listach przebojów | Pozycje na listach przebojów | Pozycje na listach przebojów | Pozycje na listach przebojów | Certyfikat |
| Rok                                                     | Dane dotyczące albumu                                                                                      | UK                           | AUS                          | BEL                          | CAN                          | FRA                          | GER                          | IRL                          | NLD                          | NZ                           | USA                          | Certyfikat |
| ------------------------------------------------------- | --- | ---------------------------- | ---------------------------- | ---------------------------- | ---------------------------- | ---------------------------- | ---------------------------- | ---------------------------- | ---------------------------- | ---------------------------- | ---------------------------- | --- |
| 2012                                                    | Our Version of Events - Wydany: 13 lutego 2012 - Wytwórnia: Virgin, EMI - Format: CD, digital download     | 1                            | 17                           | 3                            | 22                           | 9                            | 7                            | 1                            | 3                            | 9                            | 28                           | - UK: 8× platynowa płyta - AUS: złota płyta - BEL: złota płyta - FRA: platynowa płyta - GER: złota płyta - IRL: 3× platynowa płyta - NZ: złota płyta |
| 2016                                                    | Long Live the Angels - Wydany: 11 listopada 2016 - Wytwórnia: Virgin, EMI - Format: CD, digital download   | 2                            | 20                           | 9                            | 70                           | 65                           | 12                           | 6                            | 21                           | 29                           | 41                           | - UK: złota płyta |
| 2019                                                    | Real Life - Wydany: 13 września 2019 - Wytwórnia: Virgin, EMI - Format: CD, digital download               | 6                            | –                            | 25                           | –                            | –                            | 31                           | 37                           | 50                           | –                            | –                            | |
| 2022                                                    | Let’s Say For Instance - Wydany: 6 maja 2022 - Wytwórnia: Chrysalis Records - Format: CD, digital download | –                            | –                            | –                            | –                            | –                            | –                            | –                            | –                            | –                            | –                            | |
| „–” oznacza, że album nie był notowany na danej liście. | |                              |                              |                              |                              |                              |                              |                              |                              |                              |                              | |

### Albumy koncertowe
| Rok  | Dane dotyczące albumu                                                                                          | Pozycje na listach przebojów | Pozycje na listach przebojów | Pozycje na listach przebojów | Pozycje na listach przebojów | Certyfikat        |
| Rok  | Dane dotyczące albumu                                                                                          | UK                           | FRA                          | IRL                          | NLD                          | Certyfikat        |
| ---- | --- | ---------------------------- | ---------------------------- | ---------------------------- | ---------------------------- | ----------------- |
| 2013 | Live at the Royal Albert Hall - Wydany: 18 lutego 2013 - Wytwórnia: Virgin - Format: DVD, CD, digital download | 1                            | 9                            | 33                           | 24                           | - UK: złota płyta |

### Minialbumy (EP)
| Rok                                                         | Dane dotyczące albumu                                                                                         | Pozycje na listach przebojów | Pozycje na listach przebojów |
| Rok                                                         | Dane dotyczące albumu                                                                                         | USA                          | USA R&B                      |
| ----------------------------------------------------------- | --- | ---------------------------- | ---------------------------- |
| 2013                                                        | iTunes Session - Wydany: 23 kwietnia 2013 - Wytwórnia: Virgin - Format: digital download                      | 86                           | 12                           |
| 2016                                                        | Live from London Bridge - Wydany: 11 listopada 2016 - Wytwórnia: Virgin - Format: digital download            | –                            | –                            |
| 2017                                                        | Kingdom Coming - Wydany: 3 listopada 2017 - Wytwórnia: Virgin - Format: digital download                      | –                            | –                            |
| 2019                                                        | My Version of Events - Wydany: 16 sierpnia 2019 - Wytwórnia: Universal Music Group - Format: digital download | –                            | –                            |
| „–” oznacza, że minialbum nie był notowany na danej liście. | |                              |                              |

### Single
| Rok                                                      | Singel                                                | Pozycje na listach przebojów | Pozycje na listach przebojów | Pozycje na listach przebojów | Pozycje na listach przebojów | Pozycje na listach przebojów | Pozycje na listach przebojów | Pozycje na listach przebojów | Pozycje na listach przebojów | Pozycje na listach przebojów | Pozycje na listach przebojów | Certyfikat | Album                 |
| Rok                                                      | Singel                                                | UK                           | AUS                          | BEL                          | DEN                          | FRA                          | IRL                          | NLD                          | NZ                           | SWI                          | USA                          | Certyfikat | Album                 |
| -------------------------------------------------------- | ----------------------------------------------------- | ---------------------------- | ---------------------------- | ---------------------------- | ---------------------------- | ---------------------------- | ---------------------------- | ---------------------------- | ---------------------------- | ---------------------------- | ---------------------------- | --- | --------------------- |
| 2011                                                     | „Heaven”                                              | 2                            | –                            | 23                           | 3                            | –                            | 29                           | 69                           | –                            | –                            | –                            | - UK: złota płyta - DEN: złota płyta - ITA: złota płyta                                                                            | Our Version of Events |
| 2011                                                     | „Daddy” (feat. Naughty Boy)                           | 21                           | –                            | 58                           | –                            | –                            | –                            | –                            | –                            | –                            | –                            | | Our Version of Events |
| 2012                                                     | „Next to Me”                                          | 2                            | 14                           | 6                            | 28                           | 18                           | 1                            | 4                            | 6                            | 24                           | 25                           | - UK: platynowa płyta - AUS: 2× platynowa płyta - BEL: złota płyta - ITA: złota płyta - NZ: platynowa płyta - USA: platynowa płyta | Our Version of Events |
| 2012                                                     | „My Kind of Love”                                     | 17                           | 60                           | 22                           | –                            | 167                          | 35                           | 79                           | –                            | –                            | –                            | - UK: złota płyta - AUS: złota płyta                                                                                               | Our Version of Events |
| 2012                                                     | „Clown”                                               | 4                            | 34                           | 32                           | –                            | –                            | 6                            | 25                           | –                            | 42                           | –                            | - UK: platynowa płyta | Our Version of Events |
| 2016                                                     | „Hurts”                                               | 22                           | –                            | 28                           | –                            | –                            | 53                           | –                            | –                            | 40                           | –                            | - UK: złota płyta | Long Live the Angels  |
| 2016                                                     | „Breathing Underwater”                                | 78                           | –                            | –                            | –                            | –                            | –                            | –                            | –                            | –                            | –                            | | Long Live the Angels  |
| 2017                                                     | „Highs & Lows”                                        | –                            | –                            | –                            | –                            | –                            | –                            | –                            | –                            | –                            | –                            | | Long Live the Angels  |
| 2017                                                     | „Starlight”                                           | –                            | –                            | –                            | –                            | –                            | –                            | –                            | –                            | –                            | –                            | Kingdom Coming |                       |
| 2019                                                     | „Sparrow”                                             | –                            | –                            | –                            | –                            | –                            | –                            | –                            | –                            | –                            | –                            | Real Life |                       |
| 2019                                                     | „Extraordinary Being”                                 | –                            | –                            | –                            | –                            | –                            | –                            | –                            | –                            | –                            | –                            | Real Life |                       |
| 2019                                                     | „Shine”                                               | –                            | –                            | –                            | –                            | –                            | –                            | –                            | –                            | –                            | –                            | Real Life |                       |
| 2019                                                     | „You Are Not Alone”                                   | –                            | –                            | –                            | –                            | –                            | –                            | –                            | –                            | –                            | –                            | Real Life |                       |
| 2020                                                     | „One of a Kind” (oraz Ronan Keating)                  | –                            | –                            | –                            | –                            | –                            | –                            | –                            | –                            | –                            | –                            | Twenty Twenty |                       |
| 2020                                                     | „I’ll Get There (The Other Side)”                     | –                            | –                            | –                            | –                            | –                            | –                            | –                            | –                            | –                            | –                            | – |                       |
| 2020                                                     | „Prayed Up”                                           | –                            | –                            | –                            | –                            | –                            | –                            | –                            | –                            | –                            | –                            | – |                       |
| 2020                                                     | „More of You” (oraz Stonebwoy i Nana Rogues)          | –                            | –                            | –                            | –                            | –                            | –                            | –                            | –                            | –                            | –                            | – |                       |
| 2020                                                     | „Intermission”                                        | –                            | –                            | –                            | –                            | –                            | –                            | –                            | –                            | –                            | –                            | – |                       |
| 2021                                                     | „Family”                                              | –                            | –                            | –                            | –                            | –                            | –                            | –                            | –                            | –                            | –                            | Let’s Say For Instance |                       |
| 2021                                                     | „Look What You’ve Done” (solo oraz w duecie z Jakaye) | –                            | –                            | –                            | –                            | –                            | –                            | –                            | –                            | –                            | –                            | Let’s Say For Instance |                       |
| 2022                                                     | „Brighter Days”                                       | –                            | –                            | –                            | –                            | –                            | –                            | –                            | –                            | –                            | –                            | Let’s Say For Instance |                       |
| 2022                                                     | „There Isn’t Much”                                    | –                            | –                            | –                            | –                            | –                            | –                            | –                            | –                            | –                            | –                            | Let’s Say For Instance |                       |
| „–” oznacza, że singel nie był notowany na danej liście. |                                                       |                              |                              |                              |                              |                              |                              |                              |                              |                              |                              | |                       |

## Nagrody i wyróżnienia
| Rok  | Kategoria                                                                        | Nagroda                           | Nota                          |
| ---- | -------------------------------------------------------------------------------- | --------------------------------- | ----------------------------- |
| 2011 | Najlepsza współpraca (Best Collaboration)                                        | Virgin Media Music Awards         | nominacja (Read All About It) |
| 2011 | Najlepszy nowy artysta (Best Newcomer)                                           | Virgin Media Music Awards         | nominacja                     |
| 2011 | Najlepszy nowy artysta (Best Newcomer)                                           | MOBO Awards                       | nominacja                     |
| 2011 | Najlepszy nowy artysta (Best Newcomer)                                           | Urban Music Awards                | wygrana                       |
| 2011 | Najlepsza piosenka (Best Song)                                                   | Urban Music Awards                | nominacja (Heaven)            |
| 2011 | Najlepsza brytyjska wokalistka (Best UK Female)                                  | Urban Music Awards                | nominacja                     |
| 2011 | Najlepszy występ R&B (Best R&B Act)                                              | Urban Music Awards                | wygrana                       |
| 2012 | Najlepszy międzynarodowy wykonawca: Wielka Brytania (Best International Act: UK) | BET Awards                        | nominacja                     |
| 2012 | Nagroda za innowacyjność (Innovation/Digital Award)                              | Silver Clef Awards                | wygrana                       |
| 2012 | Najlepszy przełomowy wykonawca (British Breakthrough Act)                        | Brit Awards                       | nominacja                     |
| 2012 | Wybór krytyków (Critic’s Choice)                                                 | Brit Awards                       | wygrana                       |
| 2012 | Muzyk roku (Musician of the Year)                                                | Harper’s Bazaar Women of the Year | wygrana                       |